# ゲルチャーク・サビナ
ゲルチャーク・サビナ（Gercsák Szabina 1996年6月9日- ）はハンガリー出身の柔道選手。階級は70kg級。

## 人物
2011年のヨーロッパカデ選手権52kg級で7位となった。その後階級を63kg級まで上げると、2012年のヨーロッパカデ選手権で3位となった。2013年に地元のブダペストで開催されたヨーロッパ選手権では7位だったが、ヨーロッパカデ選手権では優勝を飾った。ヨーロッパユースオリンピックフェスティバルでは2位だったものの、世界カデでは優勝した。ヨーロッパジュニアでは2位に入った。2014年にはユースオリンピックとヨーロッパジュニアで優勝を飾った。しかし、世界ジュニアでは2回戦で敗れた。2015年には階級を70kg級に上げると、ヨーロッパ競技大会では5位だったが、ヨーロッパジュニアでは2連覇を達成した。世界ジュニアでは決勝で青柳麗美を指導1で破って優勝した。2016年のヨーロッパ選手権ではオランダのキム・ポリングに1本勝ちするなどして3位に入った。2017年に地元のブダペストで開催された世界選手権では2回戦で敗れた。
IJF世界ランキングは926ポイント獲得で21位(24/5/6現在)。

## 主な戦績
- 2011年 - ヨーロッパカデ選手権　7位(52kg級)

63kg級での戦績
- 2012年 - ヨーロッパカデ選手権　3位
- 2013年 - ヨーロッパ選手権　7位
- 2013年 - ヨーロッパカデ選手権　優勝
- 2013年 - ヨーロッパユースオリンピックフェスティバル　2位
- 2013年 - 世界カデ　優勝
- 2013年 - ヨーロッパジュニア　2位
- 2014年 - ヨーロッパオープン・ワルシャワ　3位
- 2014年 - グランプリ・サムスン　3位
- 2014年 - グランドスラム・バクー　5位
- 2014年 - ユースオリンピック　優勝
- 2014年 - ヨーロッパジュニア　優勝

70kg級での戦績
- 2015年 - ヨーロッパ競技大会　5位
- 2015年 - ヨーロッパジュニア　優勝
- 2015年 - 世界ジュニア　優勝
- 2015年 - U23ヨーロッパ選手権　優勝
- 2016年 -　グランプリ・ハバナ　2位
- 2016年 - ヨーロッパ選手権　3位
- 2016年 - ヨーロッパジュニア　3位
- 2017年 -　グランプリ・トビリシ　3位
- 2017年 - グランドスラム・アブダビ　3位
- 2018年 - グランプリ・タシュケント　3位
- 2020年 - ヨーロッパオープン・ルクセンブルク　優勝
- 2022年 - グランプリ・アルマダ 3位
- 2023年 -　グランプリ・アルマダ　3位
- 2023年 - ヨーロッパオープン・ソフィア　優勝
- 2024年 -　グランドスラム・バクー　3位
- 2024年 - グランドスラム・ドゥシャンベ　3位

(出典、JudoInside.com)　